# Firmin Leguet
Firmin Leguet, né le 23 février 1880 à Revin dans les Ardennes, commune où il est mort le 22 août 1955, est un homme politique français.

## Biographie
Élu député des Ardennes en 1930 à la faveur d'une élection législative partielle, Firmin Leguet n'est pas reconduit dans ces fonctions lors du scrutin général de 1932. En février 1936 en revanche, il devient sénateur, réélu en janvier 1939, et siège, au Sénat, sur les bancs de l'Union démocratique et radicale, expression sénatoriale de la mouvance des Radicaux indépendants (centre-droit libéral et laïc).
Le 10 juillet 1940, il vote en faveur de la remise des pleins pouvoirs au Maréchal Pétain. À la Libération, il ne retrouve pas de nouveau mandat parlementaire.

## Sources
- « Firmin Leguet », dans le Dictionnaire des parlementaires français (1889-1940), sous la direction de Jean Jolly, PUF, 1960 [détail de l’édition]